# Emma Caulfield
Emma Chukker (ur. 8 kwietnia 1973 w San Diego w stanie Kalifornia) – amerykańska aktorka.

## Filmografia
- 1994: Renegat (Renegade), jako Cindy
- 1994: Saved By The Bell: The New Class, jako Penny Brady
- 1995, 1997: Jedwabne pończoszki (Silk Stalkings), jako Kate Donner / Ray Washburn
- 1996–1997: Szpital miejski (General Hospital), jako Lorraine Miller
- 1998: Nash Bridges, jako reporterka
- 1998–2003: Buffy: Postrach wampirów (Buffy the Vampire Slayer), jako Anya Christina Emmanuella Jenkins/Anyanka
- 2003: Gdy zapada zmrok (Darkness Falls), jako Caitlin
- 2004: Bandwagon, jako Emma Caulfield
- 2004: Klucz do serca (I Want to Marry Ryan Banks), jako Charlie
- 2006: Śmiertelne Dziedzictwo (In Her Mother’s Footsteps), jako Kate Nolan
- 2009: TiMER, jako Oona
- 2010–2011: Druga Szansa (Life Unexpected), jako Emma Bradshaw
- 2012 i 2016: Dawno, dawno temu (Once Upon a Time), jako Ślepa wiedźma
- 2021: WandaVision jako Dottie Jones[1]